# بول إهرنفست
بول إهرنفست (بالألمانية: Paul Ehrenfest) (ازداد في 18 يناير، 1880 في فيينا - توفي في 25 سبتمبر 1933 في أمستردام) هو فيزيائي نظري نمساوي.

## سيرة
درس في Technische Hochschule في فيينا في أكتوبر 1899، حيث كان يحضر دروس لودفيغ بولتزمان حول «نظرية ميكانيكا الحرارة،» المعروفة حاليا ب نظرية حركة الغازات.
في عام 1901، درس في غوتنغن، حيث درس الرياضيات على يد كل من فيليكس كلاين وديفيد هيلبرت، الكهرومغناطيسية على يد أبراهام، وكذلك دروس يوهانس شتارك، فالتر نيرنست، شوارتز شيلد وإرنست زيرميلو. كما التقى بزوجته المستقبلية، عالمة الرياضيات الروسية تاتيانا أفاناسيفا، ومعها كتب مقالا في عام 1911 حول أسس الفيزياء الإحصائية.
أعد أطروحته في الدكتوراه حول، «حركة الأجسام الصلبة في السوائل وميكانيكا هيرتز»، تحت إشراف لودفيغ بولتزمان، في 23 يونيو 1904 في فيينا.
حصل كرسي الفيزياء النظرية بعد هندريك أنتون لورنتس في جامعة ليدن.
لذيه أربعة أطفال مع زوجته، ابنة واحدة، تاتيانا بافلوفنا إهرنفست، ولدت في عام 1905 وأصبحت أيضا عالمة رياضيات.
كان يعاني من اكتئاب شديد ، انتحر في عام 1933 بعد أن قتل ابنه Wassik، أُصيب بمتلازمة داون، قبل أن يكون ضحية «القتل الرحيم» لتحسين النسل النازي. كتب إلى أصدقائه نيلز بور، آينشتاين، جيمس فرانك وريتشارد تولمان:

«في السنوات الأخيرة أصبح من الصعب علي بشكل متزايد مواكبة التطورات في فهم الفيزياء. بعد كل مرة أحاول، تكون أكثر اثارة وتمزقا، في النهاية تخليت بيأس عظيـــــــــــــــــــــــم.»

شارك بول إهرنفست في مؤتمر سولفاي الخامس للفيزياء سنة 1927
| المشاركون في مؤتمر سولفاي الخامس للفيزياء سنة 1927 انقر على وجه كل عالم للمزيد |
| الصف الخلفي (من اليسار إلى اليمين): أوغوست بيكارد، إيميل هنريوت، بول إهرنفست، إدوارد هرتزن، تيوفيل دو دوندر، إروين شرودنغر، يولس-إيميل فيرشافت، فولفغانغ باولي، فيرنر هايزنبيرغ، رالف فاولر، ليون برويون. |
| الصف في الوسط (من اليسار إلى اليمين):بيتر ديباي، مارتن كنودسن، وليم لورنس براغ، هندريك أنتوني كرامرز، بول ديراك، آرثر كومبتون، لويس دي بروي، ماكس بورن، نيلز بور.                                         |
| الصف الأمامي (من اليسار إلى اليمين):إرفينغ لانغموير، ماكس بلانك، ماري كوري، هندريك أنتون لورنتس، ألبرت أينشتاين، بول لانجفان، تشارلز أوجين غاي، تشارلز ويلسون، أوين ريتشاردسون.                           |

## روابط خارجية
- بول إهرنفست على موقع الموسوعة البريطانية (الإنجليزية)